# 夜ドラ
『夜ドラ』（よるドラ）は、NHK総合にて2022年4月4日から設置されている夜の帯ドラマ番組枠。

## 解説
NHKでは2022年度から、総合テレビの平日22時45分 - 23時30分を「若年層ターゲットゾーン」と位置付けて、テレビ離れの著しい若年層にみてもらえる内容の番組を放送することにし、その一環として、2005年12月を最後に中断されていた夜の帯ドラマ枠を17年ぶりに再開させることにした。
放送総局長（当時）の正籬聡は、「朝ドラがSNSや見逃し配信で若い世代に響いていることもあり、時間の短いコンテンツが好まれる傾向にある。朝ドラのように見ていただければ」と説明している。体裁としては、2021年度まで月曜日22時45分 - 23時15分で週1回放送されていた『よるドラ』を発展解消させたものとなる。
また、作品のコンテンツ群も「ハラハラドキドキ、笑って泣けるドラマシリーズ」として、旬な出演者を迎えて、話題の原作のドラマ化や、今回の新設帯ドラマ枠のための書下ろしオリジナル作品を放送して、「明日の続きが見たくなるドラマを届ける」としている。
2002年度 - 2005年度に放送された前回の夜の連続ドラマ枠では実施されなかった視覚障害者・弱視者向けの解説放送（ステレオ2）を当ゾーンでは実施するほか、火曜日に関してはそれまで金曜日の22時台に放送されていた週1回の連続ドラマ枠である『ドラマ10』の放送日が移動（時間は22時 - 22時45分のまま）であるため、ドラマ2本立て連続放送となる。
2023年度からは、その週に放送した回を翌日の金曜日（原則として23時45分 ｰ 0時45分。今夜も生でさだまさしの放送がある場合はその終了後から1時間）にまとめて再放送を行っている（2022年度までは当シリーズで放送された作品は殆どが、ミッドナイトチャンネルで放送の中盤に差し掛かったあたりでキャッチアップ放送として前半数回をまとめて再放送している）。
その他、週末を中心に随時「キャッチアップ」（2023年度は「『（作品名）』見逃し2分まとめ』）と称した2分版の週間ダイジェストがミニ番組扱いで放送されている。

## 放送時間
- 月曜日 - 木曜日 22時45分 - 23時（JST）[1]
- 再放送
  - 2022年度 定時での再放送はなし
  - 2023年度 原則として金曜日 23時45分 - 24時45分（JST）（「ミッドナイトチャンネル」）

当週に放送された4話分を連続して放送。ただし原則最終金曜日は『今夜も生でさだまさし』が放送されるため、それが終了した後の1時間放送
  - 2024年度 金曜日深夜時間帯不定1時間枠（「ミッドナイトチャンネル」。「イッキ見ゾーン（1本目）/今夜も生でさだまさし」が終了し次第放送のため、放送時間帯は放送日により異なる。放送時間は番組ホームページ・NHK番組表に記載）
  - 2025年度 原則として土曜日0時35分 - 1時35分（金曜日24:35-25:35　ミッドナイトチャンネル。最終金曜日は原則として「今夜も生でさだまさし」の終了後1時間）

## 作品一覧
（製作担当局・プロダクション凡例）
- 「AK」- NHK放送センター（東京）
- 「BK」- NHK大阪放送局
- 「EP」- NHKエンタープライズ

|    | 作品名                                      | 放送期間                  | 放送週・回数 | 制作担当局・プロダクション | 原作                                  | 脚本                                                                                             | 出演 |
| -- | ------------------------------------------- | ------------------------- | ------------ | -------------------------- | ------------------------------------- | ------------------------------------------------------------------------------------------------ | --- |
| 1  | 卒業タイムリミット                          | 2022年4月4日 - 5月12日    | 6週・24回    | AK                         | 辻堂ゆめ                              | 渡辺雄介、山崎太基、阿部沙耶佳、木乃江祐希、小田康平                                             | 井上祐貴、桜田ひより、西山潤、紺野彩夏、滝沢カレン、仙道敦子、中尾明慶、北山宏光（Kis-My-Ft2）ほか                                                                                       |
| 2  | カナカナ                                    | 2022年5月16日 - 6月30日   | 7週・28回    | AK、テレパック             | 西森博之                              | 荒井修子、木滝りま                                                                               | 眞栄田郷敦、白石聖、前田旺志郎、加藤柚凪、瀧澤翼、栄信、渡辺大、新川優愛、桐山漣、橋本じゅん、宮崎美子、武田真治 ほか                                                                    |
| 3  | 星新一の不思議な不思議な短編ドラマ（第1弾） | 2022年7月4日 - 21日       | 3週・12回    | AK、EP、テレコムスタッフ   | 星新一                                | 近藤泰教、望月一扶、尾沼宏星、永岩祐介、安里麻里、渋江修平、菅井祐介、萩原翔、加藤秀章、平田潤子 | 水原希子、永山瑛太、林遣都、高良健吾、北山宏光（Kis-My-Ft2）、玉城ティナ、村杉蝉之介、コウメ太夫、石橋静河、染谷将太、栗原類、滝藤賢一、村上虹郎、荒川良々、奈緒、リリー・フランキーほか |
| 4  | 事件は、その周りで起きている                | 2022年8月1日 - 4日        | 1週・4回     | AK                         | -                                     | 倉持裕                                                                                           | 小芝風花、笠松将、中野周平（蛙亭）、倉科カナ、北村有起哉 |
| 5  | あなたのブツが、ここに                      | 2022年8月22日 - 9月29日   | 6週・24回    | BK                         | -                                     | 櫻井剛                                                                                           | 仁村紗和、佐野晶哉（Aぇ! group / 関西ジャニーズJr.）、毎田暖乃、岡部たかし、津田健次郎、ゆうちゃみ、キムラ緑子 ほか                                                                      |
| 6  | 星新一の不思議な不思議な短編ドラマ（第2弾） | 2022年10月3日 - 10月6日   | 1週・4回     | AK、EP、テレコムスタッフ   | 星新一                                | 望月一扶、生越明美、宇野丈良、森山宏昭                                                           | 村上淳、竹原ピストル・夏帆、若葉竜也、柄本時生 |
| 7  | つまらない住宅地のすべての家                | 2022年10月10日 - 11月16日 | 6週・24回    | AK、EP、The icon           | 津村記久子                            | 池田奈津子                                                                                       | 井ノ原快彦（20th Century）、岸蒼太（ジャニーズJr.）、夏川結衣、中田喜子、尾美としのり、京野ことみ、浜野謙太、吉行和子 ほか                                                               |
| 8  | 作りたい女と食べたい女                      | 2022年11月29日 - 12月14日 | 3週・10回    | AK、EP、MMJ                | ゆざきさかおみ                        | 山田由梨                                                                                         | 比嘉愛未、西野恵未、森田望智、中野周平（蛙亭）、野添義弘 ほか |
| 9  | ワタシってサバサバしてるから                | 2023年1月9日 - 2月9日     | 5週・20回    | AK、FCC                    | とらふぐ（原作） 江口心（作画）       | 福田晶平                                                                                         | 丸山礼、トリンドル玲奈、栗山千明、犬飼貴丈、栗原類、山田真歩、アンミカ ほか |
| 10 | 超人間要塞ヒロシ戦記                        | 2023年2月13日 - 3月16日   | 5週・20回    | AK                         | 大間九郎（原作） まつだこうた（作画） | 熊本浩武                                                                                         | 高山一実、豆原一成（JO1）、山之内すず ほか |
| 11 | おとなりに銀河                              | 2023年4月3日 - 5月25日    | 8週・32回    | AK、テレビマンユニオン     | 雨隠ギド                              | 三浦有為子、木原梨花、冨山亜里紗                                                                 | 佐野勇斗（M!LK）、八木莉可子 ほか |
| 12 | 藤子・F・不二雄 SF短編ドラマ                | 2023年5月29日 - 6月8日    | 2週・8回     | AK、EP                     | 藤子・F・不二雄                       | 山戸結希、宇野丈良、本多アシタ、家次勲、松本壮史、有働佳史                                       | 鈴木福、又吉直樹、遠藤憲一、加藤茶、水上恒司、塚地武雅、青木柚、吹越満、金子大地 ほか |
| 13 | 褒めるひと褒められるひと                    | 2023年6月12日 - 8月3日    | 8週・32回    | AK、EP                     | たけだのぞむ                          | ふじきみつ彦                                                                                     | 森川葵、川崎鷹也 ほか |
| 14 | わたしの一番最悪なともだち                  | 2023年8月21日 - 10月12日  | 8週・32回    | BK                         |                                       | 兵藤るり、吹野剛史（協力）                                                                       | 蒔田彩珠、髙石あかり ほか |
| 15 | ミワさんなりすます                          | 2023年10月16日 - 12月7日  | 8週・32回    | AK                         | 青木U平                               | 徳尾浩司                                                                                         | 松本穂香、堤真一 ほか |
| 16 | 藤子・F・不二雄 SF短編ドラマ                | 2023年12月11日 - 14日     | 1週・3回     | AK、EP                     | 藤子・F・不二雄                       | 江口カン、有働佳史                                                                               | 岡山天音、竜星涼、西野七瀬、増田貴久（NEWS）、萩原聖人、野間口徹、浅利陽介、飯島寛騎、竹中直人 ほか                                                                                      |
| 17 | 作りたい女と食べたい女（シーズン2）         | 2024年1月29日 - 2月29日   | 5週・20回    | AK、EP、MMJ                | ゆざきさかおみ                        | 山田由梨                                                                                         | 比嘉愛未、西野恵未 ほか |
| 18 | ユーミンストーリーズ                        | 2024年3月4日 - 21日       | 3週・12回    | AK、EP、アミューズ         | 綿矢りさ 柚木麻子 川上弘美            | 岨手由貴子、ねじめ彩木、澤井香織                                                                 | 夏帆、麻生久美子、宮﨑あおい ほか |
| 19 | VRおじさんの初恋                            | 2024年4月1日 - 5月23日    | 8週・32回    | -                          | 暴力とも子                            | 森野マッシュ                                                                                     | 野間口徹、倉沢杏菜、井桁弘恵 ほか |
| 20 | 柚木さんちの四兄弟。                        | 2024年5月28日 - 7月18日   | 8週・32回    | -                          | 藤沢志月                              | 荒井修子                                                                                         | 藤原大祐、大野遥斗、山口暖人、永瀬矢紘 ほか |
| 21 | 星新一の不思議な不思議な短編ドラマ（第3弾） | 2024年9月16日 - 19日      | 1週・4回     | AK、EP、テレコムスタッフ   | 星新一                                |                                                                                                  | 玉山鉄二、田中直樹（ココリコ）、窪塚洋介 |
| 22 | 事件は、その周りで起きている（シリーズ2）   | 2024年9月30日 - 10月3日   | 1週・4回     | AK                         | -                                     | 倉持裕                                                                                           | 小芝風花、笠松将、中野周平（蛙亭）、倉科カナ、北村有起哉 |
| 23 | 未来の私にブッかまされる!?                  | 2024年10月7日 - 11月28日  | 8週・32回    |                            | -                                     | 大池容子、山田百次                                                                               | 綱啓永、久保史緒里（乃木坂46）ほか |
| 24 | 藤子・F・不二雄 SF短編ドラマ（シーズン2）   | 2024年12月2日 - 16日      | 2週・8回     | AK、EP                     | 藤子・F・不二雄                       | キムラケイサク、山戸結希、倉本美津留、遠竹ミファ、本多アシタ、村井敦、家次勲、宇野丈良           | 風間杜夫、犬山イヌコ、新井美羽、一ノ瀬ワタル、浜野謙太、安達祐実、山寺宏一、泉谷しげる、渡辺大知、森山未來 ほか                                                                          |
| 25 | コトコト〜おいしい心と出会う旅〜            | 2025年1月6日 - 16日       | 2週・8回     |                            |                                       | 坪田文                                                                                           | 古川雄大、山中崇 ほか |
| 26 | バニラな毎日                                | 2025年1月20日 - 3月13日   | 8週・32回    | BK                         | 賀十つばさ                            | 倉光泰子                                                                                         | 蓮佛美沙子、永作博美、木戸大聖 ほか |
| 27 | ワタシってサバサバしてるから（シーズン2）   | 2025年5月5日 - 6月5日     | 5週・20回    | -                          | とらふぐ（原作） 江口心（作画）       | 福田晶平                                                                                         | 丸山礼 ほか |
| 28 | 藤子・F・不二雄 SF短編ドラマ（シーズン3）   | 2025年6月9日 - 12日       | 1週・4回     | -                          | 藤子・F・不二雄                       |                                                                                                  | |
| 29 | あおぞらビール                              | 2025年6月16日 - 8月7日    | 8週・32回    | -                          | 森沢明夫                              | 森ハヤシ                                                                                         | 窪塚愛流、藤岡真威人、豊嶋花、南出凌嘉、佐藤江梨子 ほか |
| 30 | 藤子・F・不二雄 SF短編ドラマ（シーズン3）   | 2025年8月25日 - 9月4日    | 2週・8回     | -                          | 藤子・F・不二雄                       |                                                                                                  | |
| 31 | いつか、無重力の宙で                        | 2025年9月8日 - 10月30日   | 8週・32回    | -                          |                                       | 武田雄樹                                                                                         | 木竜麻生、森田望智 ほか |
| 32 | ひらやすみ                                  | 2025年11月 -              | 5週・20回    | -                          | 真造圭伍                              | 米内山陽子                                                                                       | 岡山天音、吉岡里帆、森七菜 ほか |